# 天使のボディーガード
天使のボディーガード（てんしのボディーガード）は、ゆうゆ（ゆうゆ with おニャン子クラブ名義）のデビュー・シングル。1987年3月25日にキャニオンレコードから発売された。

## 解説
2曲共「with おニャン子クラブ」として永田ルリ子、横田睦美、布川智子がバックコーラスを務めた。

## 収録曲
1. 天使のボディーガード
  - 作詞: 秋元康、作曲: 後藤次利、編曲：佐藤準
2. モナリザのいたずら
  - 作詞: 秋元康、作曲: 小森田実、編曲：佐藤準

## 収録作品
- ゆうゆ光線
- ベストだもんね!
- MY これ!クション ゆうゆBEST
- ゆうゆSINGLESコンプリート